# Davide Di Veroli
Davide Di Veroli (Roma, 18 agosto 2001) è uno schermidore italiano, specializzato nel fioretto e nella spada.
Suo fratello, Damiano, è campione del mondo under-20 di fioretto maschile 2023.

## Carriera

### Inizi e carriera giovanile
Davide inizia la sua carriera nel club "Giulio Verne Scherma" di Roma, praticando il fioretto, con cui ottiene buoni risultati tra gli under 14, tra cui la vittoria del 51º Gran Premio Giovanissimi nel fioretto maschile categoria Ragazzi. Da quell'anno decide di iniziare con la spada, praticando contemporaneamente sia l'una che l'altra specialità.

### 2017
Proprio grazie ai risultati ottenuti nella spada, viene convocato a partecipare ai Campionati europei di Plovdiv under 17, vincendo la gara individuale e ottenendo il primo posto nella gara a squadre. Partecipa anche ai Campionati Mondiali Cadetti, disputatisi sempre a Plovdiv, ottenendo l'oro individuale. Partecipa ai Campionati del mediterraneo di scherma a Marsiglia in cui vince l'oro individuale sia nella categoria cadetti che in quella giovani. A fine stagione partecipa anche a vari campionati italianiː arriva quinto nella competizione individuale nella sezione assoluti migliorando cos' la posizione dell'anno precedente;  arriva sesto nella categoria giovani e, nella categoria cadetti, vince, a Cagliari, l'oro individuale nella spada e il bronzo individuale nella gara di fioretto.

### 2018
Questo è un anno assolutamente positivo per Davide che dimostra tutto il talento che possiedeː partecipa, e vince, la medaglia d'oro individuale ai Giochi olimpici giovanili a Buenos Aires battendo in finale Paul Veltrup; ottiene la medaglia d'argento, nella competizione individuale perdendo contro il transalpino Luidgi Midelton, e quella di bronzo, in quella a squadre, al campionato mondiale giovanile di Verona; ai campionati europei juniores a Soči vince l'oro individuale battendo, in finale, il magiaro Dávid Nagy e, per quanto concerne la competizione a squadre, ottiene la medaglia d'argento uscendo sconfitto dal confronto con la compagine ungherese assieme ai suoi compagni Giacomo Paolini, Valerio Cuomo e Gianpaolo Buzzacchino. Il dominio a livello cadetto è ancora più vistosoː vince infatti l'oro individuale nel campionato del mondo a Verona e l'oro, sia individuale che a squadre, negli Europei di Sochi. Per quanto riguarda i campionati italiani arriva, nella categoria assoluti, alla ventiduesima posizione; nella categoria giovani vince l'oro individuale e, nella categoria cadetti vince l'oro individuale sia con la spada che con il fioretto. Nella Coppa del Mondo giovani arriva in seconda posizione arrivando secondo alla tappa di Riga e sesto in quella di Šabac. Nella Coppa del Mondo assoluti inizia a essere convocato con più costanza per quanto concerne la competizione a squadre, in quella individuale partecipa alle sole tappe di Legnano e Parigi.

### 2019
Continua sulla scia dell'anno precedenteː al campionato mondiale giovani di Toruń vince la medaglia d'argento uscendo sconfitto dal confronto con Arthur Philippe; ai campionati europei juniores ottiene il bronzo individuale e l'argento a squadre, uscendo sconfitto dal confronto con la Polonia, assieme a Gianpaolo Buzzacchino, Daniel De Mola e Giacomo Gazzaniga. Nei campionati italiani assoluti arriva settimo in individuale e vince l'oro a squadre mentre, in quelli giovani, vince l'oro individuale. Per la Coppa del Mondo giovani arriva in prima posizione a fine anno arrivando terzo alle tappe di Lussemburgo e Belgrado. In quella assoluta arriva 43esimo ma ottiene, a soli 17 anni, il suo primo podio vincendo una medaglia d'argento a Heidenheim perdendo in finale contro Alexandre Bardenet. Viene inoltre convocato come riserva per la gara a squadre in occasione dei Mondiali di Budapest.

### 2020-2021
Questo biennio, a seguito della pandemia di COVID-19, ha subito un drastico calo riguardo al numero di eventi realizzati; Davide infatti partecipa a sole sei tappe di Coppa del Mondo in due anni a livello assoluto mentre a livello giovani riesce a togliersi la soddisfazione di vincere una tappa a Heraklion. Nel 2021 a livello nazionale arriva, a livello assoluti, ottavo e 34esimo, rispettivamente con spada e fioretto, e vince l'oro a squadre con la spada; a livello giovani arriva terzo con il fioretto e nono con la spada, entrambi nella competizione individuale.

### 2022
Il 2022 è un anno in cui si ritorna alla normalità; il 22 giugno, agli Europei di Adalia, Davide vince la medaglia d'oro nella competizione a squadre insieme a Gabriele Cimini, Federico Vismara e Andrea Santarelli, compagni con cui, il 22 luglio successivo, vince la medaglia d'argento ai Mondiali di Il Cairo perdendo contro la compagine transalpina. Per quanto riguarda i campionati italiani arriva decimo nella competizione individuale mentre, in quella a squadre, vince l'oro. In Coppa del Mondo arriva terzo alla tappa Gran Prix di Doha chiudendo l'anno in 17esima posizione.

### 2023
Il 16 giugno, agli Europei di Plovdiv, vince l'oro individuale battendo per 15 a 14 il connazionale Vismara. Il 30 giugno successivo vince la medaglia di bronzo a squadre ai III Giochi europei battendo finalina la Francia per 39-37. Tre settimane dopo, ai Mondiali di Milano, vince la medaglia d'argento, cedendo solo in finale all'ungherese Máté Tamás Koch per 14 a 10 dopo aver battuto in semifinale il campione olimpico Romain Cannone per 15-5 . Pochi giorni dopo vince l'oro iridato a squadre insieme a Santarelli, Vismara e Cimini battendo in finale la Francia per 45 a 31. A livello di competizioni nazionali arriva sesto nell'individuale e vince l'oro a squadre. Per quanto concerne la Coppa del Mondo arriva secondo nella tappa Gran Prix di Cali e terzo in quella di Istanbul risultati che, assieme alle competizioni mondiali ed europee, permettono a Davide di terminare l'anno come numero uno del ranking davanti agli ungheresi Máté Koch e Gergely Siklósi. Nella competizione a squadre termina l'anno in seconda posizione forte anche delle due medaglie d'argento raggiunte nelle tappe di Vancouver e Heidenheim an der Brenz.

### 2024
Il 2024 è un anno dolceamaro per Davideː inizia in modo molto positivo a livello di competizioni di squadra infatti, il 22 giugno, vince la medaglia d'argento ai europei di Basilea insieme a Federico Vismara, Andrea Santarelli e Gabriele Cimini. La vera delusione arriva ai Giochi olimpici di Parigi dove viene eliminato agli ottavi di finale dal giapponese Masaru Yamada che lo porterà ad arrivare in undicesima posizione; per quanto riguarda la competizione a squadre la situazione è migliore nonostante anche qui non arrivano medaglie dato che esce ai quarti contro la Repubblica Ceca che arriverà poi a guadagnarsi la medaglia di bronzo. A livello nazionale delude per quanto concerne la competizione individuale invece in quella a squadra vincerà nuovamente l'oro. I risultati negativi di quella annata fanno si che crolli in Coppa del Mondo in cui non basta il podio ottenuto alla tappa di Saint-Maur, terminerà infatti l'anno in 19esima posizione.

### 2025
Inizia l'anno con la volontà di migliorare quello appena passato, sia in individuale che a squadre. Fatica nelle prime due tappe di Coppa del Mondo salvo poi alzare il livello alla prima tappa Gran Prix in cui arriva terzo vincendo la medaglia di bronzo battendo il campione olimpico uscente Kōki Kanō e il ceco Jakub Jurka per perdere in semifinale contro il poi campione del Gran Prix Loyola. Si passa poi alla tappa di Heidenheim in cui riesce, per la prima volta nella sua carriera, a conquistare la medaglia d'Oro in una tappa di Coppa del Mondo in singolare battendo in finale il magiaro TIbor Andrasfi per 14-13. Vince un'ulteriore medaglia di bronzo a Marrakech perdendo con Jurka in semi. Nella competizione a squadre riesce poi a piazzarsi sul podio, sempre in Marocco, perdendo in finale contro l'Ungheria. Partecipa poi agli assoluti dove otterrà la sua prima medaglia d'argento in singolare e vincerà nuovamente l'oro nella competizione a squadre. Arrivano quindi il campionato europeo dove esce agli ottavi mentre, nella competizione a squadre, raggiunge il terzo posto e la medaglia di bronzo dopo aver perso in semi contro la Francia salvo poi battere la Germania nella finalina.

## Palmarès

### Risultati élite
In carriera ha ottenuto i seguenti risultati:
Mondiali
Individuale
- Argento nella spada a Milano 2023

A squadre
- Oro nella spada a Milano 2023
- Argento nella spada a Il Cairo 2022

Europei
Individuale
- Oro nella spada a Plovdiv 2023

A squadre
- Oro nella spada ad Adalia 2022
- Argento nella spada a Basilea 2024
- Bronzo nella spada a Genova 2025

Giochi europei
Individuale
A squadre
- Bronzo nella spada a Cracovia 2023

Coppa del mondo di scherma
Classifica individuale
- 2022-2023 -  nella classifica generale della spada

Classifica a squadre
- 2022-2023 -  nella classifica generale della spada

Prove individuali
- 2018/2019 -  (Heidenheim)
- 2021/2022 -  (Doha)
- 2022/2023 -  (Cali);  (Istanbul)
- 2023/2024 -  (Saint-Maur)
- 2024/2025 -  (Heidenheim);  (Doha, Marrakech)

Prove a squadre
- 2019/2020 -  (Berna, Vancouver)
- 2022/2023 -  (Vancouver, Heidenheim)
- 2023/2024 -  (Vancouver, Berna)
- 2024/2025 -  (Marrakesh)

Campionati italiani assoluti
Individuale
- Argento nella spada a Picenza 2025

A squadre
- Oro nella spada a Palermo 2019
- Oro nella spada a Cassino 2021
- Oro nella spada a Courmayeur 2022
- Oro nella spada a La Spezia 2023
- Oro nella spada a Cagliari 2024
- Oro nella spada a Picenza 2025

### Risultati giovani
Giochi olimpici giovani
Individuale
- Oro nella spada a Buenos Aires 2018

A squadre
- Oro nella spada a Buenos Aires 2018[10].

Mondiali giovani
Individuale
- Argento nella spada a Verona 2018
- Argento nella spada a Toruń 2019

A squadre
- Bronzo nella spada a Verona 2018

Mondiali cadetti
Individuale
- Oro nella spada a Plovdiv 2017
- Oro nella spada a Verona 2018

Europei Under-23
Individuale
- Bronzo nella spada a Plovdiv 2019

A squadre
- Argento nella spada a Plovdiv 2019

Europei giovani
Individuale
- Oro nella spada a Soči 2018
- Bronzo nella spada a Foggia 2019

A squadre
- Argento nella spada a Soči 2018
- Argento nella spada a Foggia 2019
- Argento nella spada a Poreč 2020

Europei cadetti
Individuale
- Oro nella spada a Plovdiv 2017
- Oro nella spada a Soči 2018

A squadre
- Oro nella spada a Plovdiv 2017
- Oro nella spada a Soči 2018

Campionati del mediterraneo giovani
Individuale
- Bronzo nella spada a Marsiglia 2017

A squadre
Campionati del mediterraneo cadetti
Individuale
- Oro nella spada a Marsiglia 2017

A squadre